# Le Boullay-Thierry
Le Boullay-Thierry é uma comuna francesa na região administrativa do Centro, no departamento Eure-et-Loir. Estende-se por uma área de 12,89 km². Em 2010 a comuna tinha 565 habitantes (densidade: 43,8 hab./km²).